# さいたま市立田島中学校
さいたま市立田島中学校（さいたましりつたじまちゅうがっこう）は、埼玉県さいたま市桜区田島十丁目にある公立中学校。

## 沿革
- 1976年（昭和51年）4月1日 - 旧浦和市立土合中学校の生徒数増加により分離、浦和市立田島中学校として開校[1]。
- 1985年（昭和60年）7月20日 - 25メートルプールが完成。
- 2001年（平成13年）5月1日 - さいたま市発足に伴い、校名をさいたま市立田島中学校に変更した。

## 周辺

### 河川・湖沼・特別天然記念物
- 鴨川
- 彩湖
- 荒川
- 田島ヶ原

### 道路
- 田島通り - 当校の南側とJR京浜東北線・武蔵野線南浦和駅西口付近を国道17号新大宮バイパス、JR埼京線（東北新幹線も並行）・武蔵野線武蔵浦和駅南側、国道17号現道（中山道）、旧中山道などを横断して結ぶ道路。
- 国道17号新大宮バイパス
- 埼玉県道40号さいたま東村山線（志木街道）
- 松本2丁目緑道

### 施設
- 真乗寺
- 荒川彩湖公園
- 荒川橋梁 (武蔵野線)
- さくら草公園
- さくら草公園ソフトボール場
- さいたま市立西浦和小学校
- 田島団地
- 浦和田島郵便局
- 秋ヶ瀬公園
- 秋ヶ瀬公園ラグビー場

## アクセス
- JR武蔵野線西浦和駅より徒歩10分。

## 出身者
- 阿部敏之 - 元サッカー選手
- 内舘秀樹 - 元サッカー選手
- 室井市衛 - 元サッカー選手[2]
- 玉川裕康 - ハンドボール選手
- 富沢佳奈 - 柔道選手
- 高橋翼 - 柔道選手
- NOKKO - シンガーソングライター
- 太我 - Non Stop Rabbitのドラマー。
- エドボル - 放送作家
- 岡田喜則 - クリエイティブディレクター、ラジオMC
- 吉田恵輔 -映画監督
- しのざき美知‐タレント